# Пушкино (Крутинский район)
Пушкино — деревня в Крутинском районе Омской области, в составе Оглухинского сельского поселения.

## История
Основана в 1898 г. В 1928 г. состояла из 90 хозяйств, основное население — русские. Центр Пушкинского сельсовета Крутинского района Омского округа Сибирского края.

## Население
| 2010 |
| ---- |
| 135  |